# Agustina Ortiz de Rozas
Martina Agustina Dominga del Corazón de Jesús Ortiz de Rozas López de Osornio de Mansilla (Buenos Aires, 20 de enero de 1816 - íd., 29 de agosto de 1898), más conocida como Agustina Ortiz de Rosas, fue una política argentina, hermana menor de Juan Manuel de Rosas.

## Biografía
Nació en la ciudad de Buenos Aires, el 20 de enero de 1816 y fue bautizada en la Iglesia de Nuestra Señora de Montserrat  de la misma ciudad el mismo 20 de enero de 1816 con los nombres de Martina Agustina Dominga del Corazón de Jesús Ortiz de Rozas y López de Osornio, siendo sus padrinos de bautismo Felipe de Ezcurra y Catalina Gíl de Lamadrid.
Era la hermana menor de Juan Manuel de Rosas, la esposa del General Lucio Norberto Mansilla y la madre de Lucio Victorio Mansilla y de la escritora Eduarda Mansilla.
Se distinguió en su vida por sus obras de caridad, dejando un  recuerdo entre los pobres por su filantropía, quienes a diario comprobaban como en la puerta de su hospitalaria casa siempre encontraban alimentos para satisfacer sus necesidades.
Contrajo matrimonio en Buenos Aires el 2 de abril de 1831, con el General Don Lucio Norberto Mansilla Bravo de Oliva cuando tenía quince años mientras su marido acababa de cumplir cuarenta y uno.
El 23 de diciembre de 1831, nació su primer hijo. Lo llamaron Lucio Victorio, el primer nombre en homenaje a su padre y el segundo en agradecimiento a Santa Victoria en cuyo día nació. Luego de Lucio Victorio, llegaron Eduarda Damasia el 11 de diciembre de 1834, Agustina Martina el 3 de agosto de 1836 y fallecida en la infancia, Lucio Norberto el 11 de abril de 1838, Agustina el 15 de mayo de 1840 y Carlos Alberto el 15 de diciembre de 1841.
Fue Presidenta de la Sociedad de Beneficencia en 1815. En dicha en entidad de bien público junto a Manuela Aguirre y Alonso de Lajarrota su prima - y que luego fuera su consuegra, al casarse sus hijos - tuvieron destacada actuación.
En 1871 falleció su marido pero no como víctima de la epidemia de la  fiebre amarilla que azotaba Buenos Aires en esa época.
Murió en las primeras horas de la noche del 29 de agosto de 1898 en su casa de la calle Alsina, como consecuencia de una larga enfermedad y con la pena de la ausencia de la mayoría de sus hijos: Lucio Victorio se encontraba en Europa; Eduarda había fallecido el 20 de diciembre de 1892; Lucio Norberto, muerto trágicamente en Cádiz, España; y Agustina, fallecida en la infancia. Solo Carlos pudo acompañar a su madre en sus últimos días.

## Exequias y memorias
Rubén Darío, en el diario El Tiempo de Buenos Aires escribió:

No he visto a la ilustre señora sino en su regia ancianidad, y jamás tuve la honra de su trato. Me la indicaron una noche, en el teatro azul del Pabellón. Estaba en las cercanías de los ochenta años. Había en la sala gran número de lindas damas. Ella, nevada de tiempo, no necesitaba sino de su presencia para hacer observar el imperio de la aristocracia

Las exequias se llevaron a cabo en la Iglesia del Pilar de Buenos Aires, a la que asistió una numerosa y selecta concurrencia. Todos los que tenían alguna representación social o política se encontraban allí presentes, dando testimonio del afecto sincero que le tenían.
Entre los muchos que concurrieron al entierro figuran: Laura López Osornio, Jovita Cortina de García, Clementina Laspiur, Miguel Juárez Celman, Manuel Quintana, Martiniano Leguizamón, Luisa Uriburu de García, Agustín Silveyra, Adolfo P. Carranza, Mauricio Mayer, Daniel G. Ocampo, Francisco Uriburu, Santiago Lloveras, Norberto Quirno Costa, José María Bustillo, Eduardo Lanús, Felipe Llavallol, Ambrosio Olmos, Ramón Cárcano, Benjamin Victorica, Julio Argentino Roca, Ernesto Tornquist.